# Cu rốc bụng nâu
Cu rốc bụng nâu (danh pháp hai phần:Megalaima lineata) là một loài chim trong họ Megalaimidae.